# Stanislaw Olegowitsch Wowk
Stanislaw Olegowitsch Wowk (russisch Станислав Олегович Вовк; englisch Stanislav Olegovich Vovk; * 19. Februar 1991 in Moskau, Russische SSR, Sowjetunion) ist ein ehemaliger russischer Tennisspieler.

## Karriere
Auf der ITF Junior Tour erreichte Wowk im Januar 2018 Platz 56, bei den größten Turnieren der Junioren spielte er aber nie.
Wowk spielte ab 2008 Profiturniere. In diesem Jahr gab er auch sein Debüt auf der ATP Tour, da er für den Kremlin Cup in Moskau eine Wildcard im Doppel an der Seite von Jewgeni Donskoi erhielt. Er unterlag in seinem ersten ATP-Match in der ersten Runde. Im Einzel bekam er 2009 für den World Team Cup und das Turnier in St. Petersburg jeweils Wildcards. Auch diese konnte er nicht zu einem Sieg nutzen. Im Jahr 2010 erreichte Wowk auf der ITF Future Tour erstmals ein Finale und stieg in die Top 1000 der Tennisweltrangliste ein. Im Doppel gewann er zwei Futures, 2011 kamen drei weitere dazu. Im August 2011 stieg er im Doppel auf Platz 387, sein Karrierehoch. 2013 und 2014 gewann er kumuliert drei weitere Titel (8 Titel gesamt).
In den Jahren 2013 und 2014 gewann er auch im Einzel je einen Titel auf der Future Tour. Im Juli 2014 war er mit Rang 357 am höchsten in der Welt notiert. Größter Erfolg für Wowk war das Erreichen des Finals in Fargʻona 2014, was gleichzeitig sein bestes Abschneiden bei einem Turnier der zweithöchsten Tour, der ATP Challenger Tour, darstellt; im Einzel kam er nie über eine zweite Runde hinaus. Einmal wurde der Stanislaw Wowk in die russische Davis-Cup-Mannschaft berufen. In der Partie gegen Brasilien 2012 spielte er das unbedeutende letzte Einzel beim Stand von 0:4 und verlor in zwei Sätzen. 2015 spielte er sein letztes Profiturnier.